# 集宁区
集宁区位于中国内蒙古自治区中部，是乌兰察布市的市辖区。地处阴山山脉灰腾梁南麓。面积114.2平方公里。

## 历史
集宁地区在夏商时期属冀州，周代为并州。秦统一六国後属雁门、云中两郡地。西汉属雁门、云中、定襄三郡；东汉为幽州、代国两郡。北魏为代郡；隋属定襄郡；唐为冀州、并州；唐代先后属河东关内道、云州、云中郡、单州都护府；辽属西京道大同、天成、长青北境。北宋占领後改属云中府；金属西京路大同府；元属中书省集宁路。
明初属兴和路，后废，清初属八旗察哈尔右翼正红旗游牧地；蒙汉分治后为山西省大同府丰镇、宁远两厅辖地。
1905年清政府批准修筑的京张铁路（北京—张家口），1909年8月建成通车。通车前，清政府决定展修张家口至归绥段。1911年11月，通车至阳高时，因武昌起义而停工。中华民国成立后，该路续建。

中華民國時期，集寧先後由綏遠特別區、綏遠省管轄

民国初期丰镇、兴和、凉城所辖各一部。1916年京张、张绥两路合并，改称京绥铁路。1920年4月，京绥铁路原设计在察哈尔特别区丰镇县平地泉建一座二等的平地泉车站，但因故未在原地建设。平地泉站后来更名“集宁站”。为了便于管理，1921年秋，丰镇垦务局移局平地泉，更名为“平地泉招垦设治局”，筹备在此设立县治。当时的设治局局长杨葆初认为集宁曾是金元时期的地名，历史积淀深厚，而且寓有“吉祥安宁”之意，遂决定将“平地泉招垦设治局”更名为“集宁招垦设治局”。并呈报察哈尔实业厅，1922年2月正式批准这一更名呈报。1922年改设县治，又因为“平泉”与热河省的平泉县重名，于是考证这里的古迹（指元代集宁路）而换称“集宁”。国民政府成立后，1929年1月将集宁由察哈尔省划归綏遠省。抗战时期该地归属蒙疆联合自治政府的巴彦塔拉盟。1946年大同集宁战役後被国军占领，1948年9月27日解放軍控制集宁，中共绥蒙政府将集宁县的城区部分设为集宁市；1949年9月绥远和平解放，中华人民共和国成立后撤销集宁市建制，改为集宁县，市区定为集宁县城关镇。1951年8月城关镇又改为县级的平地泉镇，属集宁专区。1956年3月10日撤销平地泉镇，设立集宁市。1992年被国务院正式批准为对外开放城市。
2003年12月1日，国务院批准〈国函〔2003〕122号〉：撤销乌兰察布盟和县级集宁市，设立地级乌兰察布市。原集宁市设立集宁区。以原县级集宁市的行政区域为集宁区的行政区域，区人民政府驻察哈尔东街。

## 行政区划
集宁区下辖8个街道办事处、1个镇、1个乡：
新体路街道、桥东街道、前进路街道、常青街道、虎山街道、桥西街道、新华街街道、泉山街道、白海子镇和马莲渠乡。

## 人口
2020年，集寧區常住人口42.29萬人，居住着蒙、回、滿、藏等17個民族。
全区总人口约32万（2009年）。有蒙古、回、满、达斡尔、藏、维吾尔、苗、彝等少数民族。
集宁境内的汉语方言主要属于晋语张呼片。

## 交通
- 乌兰察布集宁机场，飞行区等级为4C级。
- 呼张客运专线，设乌兰察布站，设计时速250km/h，有前往北京、包头、太原等方向的动车组列车。
- 乌大高速铁路，设乌兰察布站，设计时速250km/h。
- 京包铁路，主要客运站集宁南站。
- 集二铁路，主要客运站集宁南站，同时是集通铁路接入其他线路的枢纽；货运设集宁站、七苏木保税物流中心等。
- 唐包铁路，货运线路，在集宁区内通过集宁隧道和集包铁路第二双线直连。
- 京藏高速，设三号地立交与  208国道互通，有集宁收费站、集宁服务区等。
- 二广高速，设集宁北收费站，与 335国道互通。
- 110国道，东西向穿过，可达北京、呼和浩特方向。
- 208国道，南北向穿过城区，可达二连浩特、广州方向。
- 335国道，经过城区东部和北部。